# Scopoides catharius
Scopoides catharius är en spindelart som först beskrevs av Chamberlin 1922.  Scopoides catharius ingår i släktet Scopoides och familjen plattbuksspindlar. Inga underarter finns listade i Catalogue of Life.